# Berdszk
Berdszk (oroszul: Бердск) város Oroszország ázsiai részén, a Novoszibirszki területen; a Novoszibirszki terület második legnagyobb városa.
Népessége: 97 296 fő (a 2010. évi népszámláláskor).

## Elhelyezkedése
A Nyugat-szibériai-alföld délkeleti részén, Novoszibirszktől 38 km-re délre, a Novoszibirszki víztározó és a Bergy – szintén öböllé felduzzasztott – torkolati szakasza által közrezárt területen helyezkedik el. Észak–déli irányban 15 km-en át húzódik a két öböl partja mentén. Vasútállomás a Novoszibirszk–Barnaul vasútvonalon. A városon át vezet az R256-os főút (oroszul: ).

## Története
A Bergy torkolatánál, a folyó bal partján 1716-17-ben orosz cölöpvárat (osztrog-ot) építettek, mely a század végéig állt fenn, de védelmi szerepét már korábban elvesztette. 1783 és 1797 között a helység Kolivany néven kormányzósági székhely volt, majd nevét Berdszkoje-re változtatták (a Kolivany elnevezést másik település kapta meg és őrzi napjainkban is). 1913-ban megépült a vasútvonal, a következő évben elkezdődött Berdszkoje vasútállomás építése. 1929–1933-ban a település járási székhely volt. A háború idején a nyugati városok lakosságának és gyárainak evakuálása során a település lélekszáma megnégyszereződött. 1944-ben városi címet kapott, és több szomszédos létesítménnyel együtt a vasútállomás is a város része lett. 
1953-ban született döntés a Novoszibirszki-vízerőmű és víztározó megépítéséről az Obon. Sok kisebb településsel együtt Berdszk is az elöntendő területen feküdt, ezért 1954-ben elkezdődött a – 8 km-rel feljebb kijelölt – mai helyére költöztetése. A folyamat csaknem négy évig tartott, hiszen házak, építmények, létesítmények ezreit kellett áttelepíteni, illetve felépíteni. Az új helyen teljesen új város épült, és három nagyvállalat is létesült: a Vega rádiókészülék gyár, a BEMZ gépipari és a BZBP vegyipari vállalat.

## Népessége
| Lakosok száma | 6000 | 29 021 | 63 000 | 79 252 | 86 600 | 90 700 | 95 798 | 101 679 | 103 578 | 102 760 |
|               | 1914 | 1959   | 1976   | 1989   | 2000   | 2005   | 2009   | 2014    | 2018    | 2024    |

## Gazdasága
Berdszk jelentős ipari város, valamint a közeli, több mint másfélmilliós nagyváros lakosságának kedvelt pihenőhelye is. Az öböl partján számos üdülő, szálloda és több szanatórium működik. 
A legnagyobb ipari létesítmény az 1959-ben alapított Berdszki Elektromechanikai Gyár (BEMZ, Rt.). Fő profilja: precíziós műszerek, elektronikai és elektromechanikai termékek előállítása többek között a hadsereg, a rakéta- és űripar, a polgári repülés számára.
A város egyik fontos gazdasági társulása, a – korábbi BZBP vegyiművek csődeljárása után 2003-ban alapított – Szibbiofarm nevű vállalatcsoport, amely növénykondicionáló- és növényvédőszereket, táplálékkiegészítőket, mikrobiológiai készítményeket gyárt mezőgazdasági felhasználásra.